# برونيولا
بلدية برونيولا (بالإسبانية: Bruñola) هي بلدية تقع في مقاطعة جرندة التابعة لمنطقة كتالونيا شمال شرق إسبانيا.

## الديموغرافيا
بلغ عدد سكان بلدية برونيولا 388 نسمة عام 2011 (وفقاً للمعهد الوطني الإسباني للإحصاء).
| 376 | 395 | 364 | 353 | 365 | 373 | 388 |